# 蓮見翔
蓮見 翔（はすみ しょう、1997年〈平成9年〉4月8日 - ）は、日本のお笑い芸人、俳優、脚本家、演出家。8人組ユニット・ダウ90000主宰。お笑いユニット・グラタングミのメンバー（脚本）。ネタ作りや公演の脚本、演出などを行い、自身も出演している。

## 経歴
- 東京都東久留米市出身[1]。東京都立井草高等学校[2]、日本大学芸術学部映画学科卒業[3]。
- 少年時代からお笑い好きで、最初に好きになった芸人はさまぁ～ず。中学生のときに、塾の講師に教えてもらったラーメンズにのめり込んでコントを書き始める[4]。高校2年のときに文化祭で映画を撮影したところ周囲からの評判がよく、3年のときに劇を上演して笑ってもらったことが本格的にコントをするきっかけとなる[2]。
- 上記の高校2年の文化祭で制作した自主製作映画「シロイトリ」（出演者は同級生たち、撮影はワンカット。人のtwitterに悪口を言う話と本人は語る）を出願時に提出し、日本大学芸術学部映画学科映像表現・理論コースに推薦合格（入学）する。ただし、当時は本心では芸人志望だった。
- 2017年2月、蓮見と並木雅浩が中心となり日本大学芸術学部映画学科映像表現・理論コースの同期らと共にダウ90000の前身となる演劇企画団体「はりねずみのパジャマ」を結成してのちにサークルとなる（蓮見ともう一人で主宰していたが、相方と連絡がつかなくなりダウ90000へと発展的解消。最大60人程度が在籍していた）。本公演6回のほか、大学の教室などで上演した「寝室」シリーズ、演劇フェス参加、コントライブ出演、賞レース参加など、精力的に活動した。2019年9月の東京学生演劇祭2019で「楽しみましょう」（作・演出:パイロン久我）が大賞を受賞する。2020年2月に名古屋市で開催された第5回全国学生演劇祭に出場した。
- 2018年から2020年にかけて、慶應義塾大学お笑い道場O-keis出身で[5]東京NSC27期生の長谷部とお笑いコンビ「ヌープリッキー」を組んで「お笑いG-1グランプリ2019」で優勝[6]し、「M-1グランプリ2019」2回戦進出などの成績を残している。ヌープリッキー時代やピンネタをするの時の芸名は「蓮見水族館」[7]。
- 2023年1月に個人のYouTubeチャンネルを開設[8]。
- 2023年8月、Forbes JAPAN 30 UNDER 30 2023を個人受賞[9]。

## 人物
- インスピレーションを受けたものには、友人との会話と、ファミレスで聞く隣の人の会話を挙げている[10]。

## 主な作品

### 舞台・ライブ・映像作品
- 井草高校2-E映画『シロイトリ』 - 作・演出（自身も出演）
- 井草高校3-E劇『手紙〜拝啓、28の君へ〜』 - 作・演出（自身も出演）
- はりねずみのパジャマ第一回本公演『回遊魚』（2017年3月23日-26日、北池袋新生館シアター）-脚本（蓮見、並木）演出（並木）（自身も出演）
- はりねずみのパジャマ第二回本公演『地下』（2017年9月15日-18日、キーノートシアター）-脚本（蓮見、並木）演出（並木）（自身も出演）
- はりねずみのパジャマ第三回本公演『闇雲アスレチック』（2018年3月23日-25日、なみき画廊）-脚本（蓮見、並木）演出（並木）（自身も出演）
- はりねずみのパジャマ 寝室vol.1『オフサイドの意味がよく分かる公演』（2018年6月25・26日、日本大学芸術学部所沢校舎103教室）
- はりねずみのパジャマ 寝室vol.2『絶対に彼女ができる公演』（2018年7月23日・日本大学芸術学部所沢校舎、24日・江古田校舎）
- はりねずみのパジャマ第四回本公演『夜は寿司を食べた』（2018年9月20日-24日、OFF・OFFシアター）-脚本（蓮見、並木）演出（並木）（自身も出演）
- はりねずみのパジャマ 寝室vol.3『りんごむけるだけ』（2019年2月2・3日、なみき画廊）
- はりねずみのパジャマ第五回本公演『あえてここでの大決算』（2019年5月1日-5日、ARAKAWA dust bunny）-脚本（蓮見、並木）演出（並木）（自身も出演）
- はりねずみのパジャマ 寝室vol.4『トランポリンを跳ばないと観ることが出来ない公演』（2019年5月27日、日本大学芸術学部江古田校舎E-102）
- はりねずみのパジャマ 寝室vol.5『フルーツをもらえたらうれしい公演』（2019年7月2日、日本大学芸術学部江古田校舎E-102）
- はりねずみのパジャマ第六回本公演『カーボーイ』（2019年9月19日-22日、花まる学習会王子小劇場）-脚本（蓮見、並木）演出（並木）（自身も出演）
- テアトロコントspecial／コントライブ『夜衝』（ユーロライブ）- 作・演出（自身も出演）
  - 夜衝（2021年7月30日 - 8月1日）
  - 夜衝2（2022年2月22日 - 2月26日）
- ラブレターズ単独ライブ「『勝たせてもらいますね』と言った途端、逆転された」in渋谷コントセンター（2021年10月27日・28日、ユーロライブ） - 脚本提供
- 虹の黄昏の爆裂XMASイブ×19鬼ごきげんPARTY（2021年12月6日、野方区民ホール）　- 脚本提供（自身も出演）
- 風穴／さすらいラビー・ストレッチーズ・ひつじねいり・ママタルト、ユニットライブ（2021年12月22日、北沢タウンホール）- 脚本提供
- かが屋の新春ネタ初め一週間興行「寅」特別公演 かが屋×ダウ90000『タイガー』（2022年1月20日、下北沢駅前劇場）
- 加藤啓アワー「オレ、産まれたぞ！」（2022年3月31 - 4月4日、下北沢駅前劇場） - 脚本提供
- テアトロコントvol.57（2022年7月29・30日、ユーロライブ）
- 浦井が一人と『話』が三つ（2022年11月19日、ヨシモト∞ホール）
- 劇団をつぶした男（2025年4月18日、渋谷区文化総合センター大和田 伝承ホール）- 脚本・演出

### テレビ・バラエティ
- かが屋のコント／広島県（2021年12月22日、NHK総合） - 脚本提供
- イザミと東京03／第2話（2022年9月17日、日本テレビ） - 脚本提供[11]
- ダウ90000 深夜1時の内風呂で（2022年9月28日、フジテレビ） - 脚本

### 脚本提供
ラジオ
- 東京03の好きにさせるかッ！（2021年12月2日、2022年3月24日、8月25日、12月22日、NHKラジオ第1）

配信
- かが屋文庫 書き下ろし生配信＃4、#5（2021年10月20日、11月17日、YouTube）

映画
- 『アット・ザ・ベンチ』第2編（2024年11月15日公開、監督：奥山由之）

### 書籍
- Quick Japan vol.157、160、162、164（2021年10月26日、2022年4月26日、8月30日、太田出版）
- 小説新潮（2022年1月号、新潮社） - エッセイ寄稿[12]
- POPEYE（2022年11月号、2022年10月7日、12月27日、マガジンハウス）
- anan（2022年12月28日-2023年1月4日合併号、マガジンハウス） - 個人として「Who's Hot?」で特集
- チ。-地球の運動について- 第Q集（2024年9月30日、ビッグコミックス）- エッセイ提供

### 作詞
- いきものがかり「あの日のこと meets 蓮見翔」(11thアルバム『あそび』収録）

## 出演

### 舞台・ライブ
- 怒ってる閉め方になった
  - 怒ってる閉め方になった（2021年11月17日、LOFT9 Shibuya）[13]。
  - 怒ってる閉め方になった vol.02（2022年2月10日、LOFT9 Shibuya）
  - 怒ってる閉め方になった vol.03 in大阪（2022年5月8日、大阪Loft PlusOne West）
  - 怒ってる閉め方になった vol.04（2022年7月21日、LOFT9 Shibuya）
  - 怒ってる閉め方になった vol.05（2022年12月10日、LOFT9 Shibuya）
  - 怒ってる閉め方になった vol.06（2024年3月24日、A Talk Club WOOFER）
- サシバナシ！LIVE vol.2（2022年5月9日、渋谷LOFT HEAVEN）
- 劇場版ダウ90000ドキュメンタリー『耳をかして』（2022年11月23日、北沢タウンホール）

### テレビ

#### バラエティ番組
レギュラー・準レギュラー
- 月曜の蛙、大海を知る。（2022年10月24日 - 2023年3月13日、TBS系列） - スタジオゲスト（コーナー出演）
- 脳内ワンダーランド（2023年9月15日、BS朝日） - MC（カズレーザーと共同MC）
  - カズレーザー＆ダウ蓮見の考えすぎるヒト（2024年8月31日 - 、BS朝日） - MC（同上）

- 誰でも考えたくなる「正解の無いクイズ」（2024年4月1日 - テレビ東京） - VTR回答者
- いたジャン!（2024年6月4日 - 、フジテレビ） - アシスタント
- ひっかかりニーチェ（2025年3月6日・9日、テレビ朝日） - MC・髙比良くるま（令和ロマン）の代演
- トキトケトーク（2025年3月2日・9日、MBS） - 深井龍之介とのトーク番組

#### テレビドラマ
- ダウ90000 深夜1時の内風呂で（2022年9月28日、フジテレビ） - 脚本・演出（共同）・出演
- 今日、ドイツ村は光らない（2022年10月5日 - 11月5日、Hulu・日本テレビ） - 脚本・出演[20]
- 「エルピス-希望、あるいは災い-」オリジナルスピンオフドラマ 8人はテレビを見ない（2022年10月17日、TVer） - 脚本・出演[21]
- 藤子・F・不二雄 SF短編ドラマ シーズン3「オヤジ・ロック」（2025年3月26日、NHK BSプレミアム4K）[22]

### ラジオ
パーソナリティー担当
- 蓮見翔のAuDee CONNECT（2022年4月7日 - 、TOKYO FM他、JFN系列全国34局ネット） - 水曜日パーソナリティ
- ダウ90000蓮見翔のオールナイトニッポンGOLD（2023年1月5日、ニッポン放送）
- トキトケトーク（2025年4月 - 、MBSラジオ）

### 映画
- 秒速5センチメートル（2025年10月10日公開予定、監督：奥山由之） - 大野泰士 役[26]

### 配信
- ラブレターズ単独ライブ「『勝たせてもらいますね』と言った途端、逆転された」配信（2021年11月3日） - スリーショットトーク
- 共感百景 #5、6（2022年3月17日、Paravi）

### CM
- Sansan 企業ブランドCM「新しい景色へ」篇（2023年8月24日 - 27日） - 松重豊、野間口徹と共演[27]

### PV
- マンガワン10周年記念実写PV「マンガってなんだ？」（2025年8月14日）- 三浦透子と共演

## 連載
- 夕方に一回寝ちゃった（2021年12月 - ） - 太田出版『芸人雑誌』掲載、エッセイ連載